# Dèvè
Dèvè ist ein Arrondissement im Departement Couffo im westafrikanischen Staat Benin. Es ist eine Verwaltungseinheit, die der Gerichtsbarkeit der Kommune Dogbo untersteht.

## Demografie und Verwaltung
Gemäß der Volkszählung 2013 des beninischen Statistikamtes INSAE hatte das Arrondissement 12.627 Einwohner, davon waren 6170 männlich und 6457 weiblich.
Von den 65 Dörfern und Quartieren der Kommune Dogbo entfallen sechs auf Dèvè:
1. Adidévo
2. Agnavo
3. Dévé-Homey
4. Gbakèhoué
5. Kpodji
6. Zohoudji